# Johann Anton Tillier (Ratsherr, 1528)
Johann Anton Tillier (II.) (* 1528 in Bern; † 1598 ebenda) war ein Schweizer Politiker.
Johann Anton Tillier stammte aus der Berner Patrizierfamilie Tillier. Er wurde 1555 Mitglied des bernischen Grossen Rates, 1556 Sechzehner und Schultheiss von Burgdorf, 1560 Bauherr, zwischen 1564 und 1579 zeitweise Zeugherr, 1562 bis 1567 Landvogt des Pays de Gex, 1568 bis 1589 Kleinrat, zwischen 1568 und 1592 Heimlicher, 1576 Böspfenniger und in den Jahren 1579 bis 1589 Welschseckelmeister.